# Глас народа (часопис)
Глас народа је недељни лист који је у Новом Саду излазио од 5. маја 1871. до 8. марта 1876. године. Текстови су писани језиком који је сваки читалац могао разумети па је самим тим био приступачан најширим слојевима народа, који га је због ниске цена лако могао купити. Лист, који је према објављаним текстовима, одржавао политику Светозара Милетића и његове Народне странке, бавио се образовањем народа, стањем на селу, занатством, економским питањима и просветом. „Глас народа” је медиј који се противио конзервативцима и залагао за либералне идеје и црквено-школску аутономију. У почетку излажења лист је имао веома висок тираж и јак утицај на широке слојеве српског становништва у Аустроугарској.

## Власник и издавач, уредници и штампарија листа
О почетка 1873. године власник и издавач била је „Дружина сарадника „Гласа народа“. 
- Први уредник од 1871. до 1872. године био је свештеник Панта Поповић
- Од броја један 1872. године до краја исте године уредник је био Владан Арсенијевић,
- Током 1873. године на том месту је био Стеван В. Поповић.
- У 1874. године уредник је био, поново, Владан Арсенијевић
- На крају излажења листа у 1876. години на уредничко место поново је дошао Панта Поповић.

Штампан је у Новом Саду у Српској штампарији др Јована Суботића.

## Тематика листа
„Глас народа“, по замисли његових оснивача, био је лист за „народне ствари, привреду, промет, занат, трговину, поуку и забаву“, како га је уредништво листа декларисало у заглављу. Од трећег броја 1871. године на узглављу листа, стајало је „лист за народне ствари, привреду, поуку и забаву“.

## Значај листа
Значај „Гласа народа“ огледа се у томе што је он
| „ | ...за разлику од других листова његова редакција желела да дође до последње сиротињске куће и до оних који немају високо образовање. Утоме је његов велики значај и његов аисторијска мисија, јер то је наш први штампани медиј који је писан за народ и доста читан у народу. | ” |

## Престанак излажења и покушај обнове листа
Након што је јуна 1872. године почео у Новом Саду да излази конкурентски медиј „Глас занатлија“, „Глас народа“ је запао у озбиљне и чини се за редакцију нерешиве проблеме. И поред Поповићевог залагања да задржи читаоце са појавом конкурентског гласила неколико стотина претплатника је оставило његов лист и прихватило „Глас занатлија“.

У циљу превазилажења кризе 1873. године основана је „Дружина сарадника Гласа народа“ коју су чинили угледни јавни посленици, интелектуалци и национални радници међу којима су се истицали: Миша Димитријевић, Ђорђе Натошевић, Светозар Савковић и други. Кризу „Глас народа“ није могао превазићи, а пред пропашћу су била оба медија. 
| „ | „Тако се догодило да су оба конкурентска листа била погођена малим бројем претплатника. Након што је Поповићев предлог, за обједињавање оба листа у један заједнички конкуренција је енерагично одбила такои да су на нејако тржиште и слаба читалачка публика били кобни за оба листа, који су таворили у финансијској беди. | ” |

На крају „Глас народа” је морао да престане са радом 8. марта 1876. године.
Лист под истим именом један од његових уредника Поповић је августа 1886. године покренуо у Старом Бечеју и Бачком Добром Пољу али нови медиј који је излазио до априла 1887. године био је слаб покушај копирања старе славе; „као израз конзевративних политичких струјања, обновљени „Глас народа“ убрзо је престао са излажењем.”